# Dywizja Judei i Samarii
Dywizja Judei i Samarii (hebr. ‏אוגדת אזור יהודה ושומרון‎, Ugdat Ezor Jehuda we-Szomron) – związek taktyczny piechoty Sił Obronnych Izraela. Dywizja podlega Dowództwu Centralnemu.

## Historia
Po wybuchu w 1987 Intifady dowództwo Sił Obronnych Izraela dostrzegło potrzebę rozlokowania na Zachodnim Brzegu (Judea i Samaria) dodatkowych jednostek piechoty. Ich zadaniem miała być ochrona osiedli żydowskich i prowadzenia działań antyterrorystycznych. Zwiększenie intensywności takich działań na obszarze Autonomii Palestyńskiej miało skutkować zmniejszeniem zagrożenia zamachami terrorystycznymi w Izraelu.
Dlatego w 1988 sformowano Dywizję Terytorialną Judei i Samarii. Odpowiadała ona za obszar siedmiu palestyńskich miast: Tulkarm, Kalkilja, Dżanin, Nablus, Ramallah, Betlejem i Hebron. Dywizja miała do czynienia z arabskimi zamieszkami, utrzymywaniem bezpieczeństwa dróg w regionie, ochroną społeczności żydowskich i prowadzeniem akcji antyterrorystycznych we współpracy z siłami specjalnymi.

## Struktura
Dywizja Judei i Samarii podlega pod Dowództwo Centralne.
| Jednostki operacyjne: - Brygada Terytorialna Jehuda – odpowiada za rejon miasta Hebron w centralnej części Judei - Brygada Terytorialna Menashe – odpowiada za rejon miasta Dżanin w północnej części Samarii - Brygada Terytorialna Shomron – odpowiada za rejon miasta Nablus w centralnej części Samarii - Brygada Terytorialna Benyamin – odpowiada za rejon miasta Ramallah w południowej części Samarii - Brygada Terytorialna Etzion – odpowiada za rejon miasta Betlejem w północnej Judei - Brygada Terytorialna Efraim – odpowiada za rejon miast Tulkarm i Kalkilja w zachodniej części Samarii | Jednostki wsparcia: - zmechanizowana kompania inżynieryjna (Hatulei HaBar) - batalion telekomunikacyjny (Ofek) |

## Dowódcy
- Gabi Ofir (1988–1990)
- Jacob Light (1990–1992)
- Mosze Ja’alon (1992–1993)
- Sza’ul Mofaz (1993–1994)
- Gabi Ofir (1994–1997)
- Jicchak Etan (1997–2000)
- Szlomo Oren (2000)
- Beni Ganc (2000–2001)
- Jicchak Gerszon (2001–2003)
- Gadi Eizenkot (2003–2005)
- Ja’ir Golan (2005–2007)
- No’am Tiwon (2007–2009)
- Nitzan Alon (2009–2011)
- Chagaj Mordechaj (2011–2013)
- Tamir Jadaj (2013–2015)
- Lior Karmeli (2015–2017)
- Eran Niw (2017–2019)
- Janiw Alaluf (od 2019)